# Curraià pàl·lid
El curraià pàl·lid o curraià de Damasc (Cephalanthera damasonium) és una espècie d'orquídia terrestre que pertany a la família Orchidaceae. És nadiu d'Europa occidental en especial d'Alemanya i de la regió mediterrània. El nom del gènere prové del grec kephale (cap) i antheros (antera) per la forma globosa de l'antera i damasonium del llatí (terme que Miller prengué de Plini el Vell i Dioscòrides per a referir-se a un gènere de plantes de tiges simples, fulles semblants a les del plantatge, i anomenades comunament en anglès 'fruits d'estrella') per la forma de la flor un cop obertes.

## Descripció
És una planta amb fulles ovalades d'uns 3 cm de llargada i que neixen d'un rizoma, amb una inflorescència de 3 a 16 flors de color blanc-crema i oloroses i que surten de la tija sobre una bràctea més llarga que la flor. Floreix de maig a juny. És possible confondre-la amb el curraià blanc (Cephalanthera longifolia) que té les flors més blanques i petites i fulles més estretes.

## Hàbitat i distribució
La seva distribució fitogeogràfica correspon a la regió eurosiberiana.
Als Països Catalans es troba en zones d'ombra d'alzinars de Mallorca i de les zones costaneres de Catalunya i del País Valencià.

## Sinònims
- Cephalanthera acuminata Ledeb. (1852)
- Cephalanthera alba (Crantz) Simonk. (1887)
- Cephalanthera damasonium lus ochroleuca (Baumg.) Soó (1970)
- Cephalanthera lancifolia (F.W. Schmidt) Dumort. (1827)
- Cephalanthera latifolia Janch. (1907)
- Cephalanthera ochroleuca (Baumg.) Rchb. (1831)
- Cephalanthera yunnanensis Hand.-Mazz. (1936)
- Cymbidium pallens Sw. (1799)
- Epipactis alba Crantz (1769)
- Epipactis lancifolia F.W. Schmidt (1795)
- Epipactis ochroleuca Baumg. (1817)
- Serapias alba (Crantz) Salisb. (1796)
- Serapias damasonium Mill. (1768)) (Basionymum)
- Serapias grandiflora Oeder (1770)
- Serapias lancifolia (F.W. Schmidt) Roth (1799)
- Serapias latifolia Mill. (1768)
- Serapias ochroleuca (Baumg.) Steud. (1821)
- Serapias pallens (Sw.) S.B. Jundz. (1830)
- Serapias tota-alba Gilib. (1792)